# 坎斯克區
56°12′N 95°43′E / 56.200°N 95.717°E
坎斯克區（俄语：Канский район），是俄羅斯的一個區，位於該國中部，由克拉斯諾亞爾斯克邊疆區負責管轄，始建於1924年4月4日，面積4,321平方公里，2010年人口27,281，人口密度每平方公里6.31人。